# Hărțuire sexuală
Hărțuirea sexuală este comportamentul prin care victima este determinată să ofere favoruri sexuale, de obicei la locul de muncă, prin intimidare, amenințare sau constrângere, făptuitorul abuzând de funcția sau puterea sa pentru a-și atinge scopurile.
Aceasta poate leza demnitatea sau crea un mediu de lucru ostil, umilitor și jignitor.
Din acest punct de vedere, hărțuitorul se manifestă ca un agresor, iar persoana hărțuită, ca victimă.
Hărțuirea sexuală poate lua diverse forme, de la atingeri și mângâieri (hărțuire fizică), comentarii nedorite legate de viața privată (hărțuie verbală) și până la amenințări cu pierderea locului de muncă sau cu refuzarea promovării/creșterii salariale în cazul respingerii avansurilor sexuale (hărțuire Quid pro quo).
Ea poate fi directă, prin agresiuni verbale și fizice, sau indirectă, prin comportamente care izolează, discriminează sau exclud persoana în cauză pe motiv de rol-sex.
Hărțuirea sexuală poate fi extrem de stresantă, pentru că ea pune victima la colț, persoana respectivă neavând de ales: ori se supune capriciilor erotice ale unui superior instabil emoțional, ori pleacă.
Este o situație de presiune enormă, din care, de obicei, nu are de ales și ori se supune, ori părăsește locul de muncă.
O situație de hărțuire perpetuată poate distruge cariera unei femei și o poate duce la depresie.
Expunerea la agresivitate sau la hărțuire sexuală duce la anxietate, furie, insomnie, mergând până la depresie, fiind nevoie de sprijin psihiatric pentru a evita un suicid. De cele mai multe ori, persoana hărțuită nu mai poate face față sarcinilor de la serviciu și ajunge să renunțe la job, la cariera pentru care a muncit ani la rând.

## Statistici
În anul 2015, se estima că la nivel global, cel puțin 35% din femei au fost abuzate fizic și/sau sexual.
Între 40 și 50 la sută din femeile din Uniunea Europeană au fost hărțuite la locul de muncă.
Hărțuitorii și violatorii nu țin cont de educație, vârstă, gen, clasă socială, sau cetățenie.
În cadrul armatei SUA, datele departamentului pentru problemele veteranilor arată că 30% dintre femeile soldat au fost violate și 90% au fost hărțuite sexual.
Ministerul Apărării american cunoaște perfect problema și este de părere că 90% din atacurile sexuale nici măcar nu se raportează.

## În România
Legea privind egalitatea de șanse prevede că angajatorii au obligația să includă în regulamentele de ordine interioară sancțiuni pentru cei care încalcă demnitatea personală a altor angajați prin comportamente de hărțuire sexuală, să informeze angajații despre aceste prevederi și să le pună în aplicare.
În anul 2001, România era pe primul loc în țările din centrul și estul Europei din punct de vedere al incidenței asalturilor și incidentelor sexuale la locul de muncă, conform unui raport UNICEF.
Din 1000 de femei, 108 au căzut victimă incidentelor sexuale, în timp ce alte 41 au declarat cel puțin un asalt sexual la locul de muncă.
Până în anul 2004, în România existat doar două cazuri în care persoanele hărțuite sexual de șefi s-au adresat justiției: două intelectuale cu vârsta între 30 și 41 de ani, care lucrau la firme private.
În general, femeile se simțeau descurajate să își apere drepturile, legea nu le proteja, procesele durau prea mult, iar societatea le descuraja, multe femei nu reclamau hărțuirea sexuală pentru că le era rușine ca nu cumva să fie arătate cu degetul dacă se plâng.
În anul 2004, legea a fost actualizată pentru a permite și femeilor care au întreținut relații sexuale în urma hărțuirii să depună plângere.
Un studiu făcut în anul 2007 arată că, în general, reacția victimelor din România față de o situație de hărțuire sexuală este pasivă, majoritatea așteptând ca problema să se rezolve de la sine.
De cele mai multe ori, românii nici nu conștientizează că sunt hărțuiți sexual.
În România, în anul 2015, nu existau statistici clare referitoare la hărțuirea la locul de muncă, nici la Parchet, nici la instanță.
În același an, 12 organizații membre ale rețelei informale „Rupem tăcerea despre violența sexuală” au semnat o scrisoare deschisă către Universități și Ministerul Educației, denunțând, printre altele, că „universitățile românești nu tratează hărțuirea sexuală cu atenția și proptitudinea necesară, fapt dovedit și din faptul că astfel de comportamente nu sunt explicit prevăzute în codurile de etică ale universităților.”
În anul 2016, potrivit unui studiu făcut de un ONG, o femeie din două reclama că exista hărțuire sexuală în mediul academic.
Angajații cei mai expuși la riscul de violență la locul de muncă sunt profesorii, personalul medical, asistenții sociali, inspectorii, vânzătorii și alți angajați din sectorul comerțului cu amănuntul, dar și angajații în sectorul relațiilor cu publicul.
În opinia psihologului Daniel Bichiș, dacă persoana cedează de nevoie, ca să nu-și piardă locul de muncă, este vorba de un „viol moral”. Victimele sunt apoi afectate de depresii. Violatorii și șefii care recurg la șantaj (și abuzează de poziția lor) au o structură morală asemănătoare și probleme legate de potența masculină aproape similare. Ei caută satisfacție într-o relație impusă în urma unor frustrări.
Din experiența sa, agresorii sunt cei care vor să pară extrem de siguri pe ei, iar victimele sunt în general persoanele vulnerabile, de exemplu cele care vin din provincie, care trec prin perioade dificile sau au dorinta de a face carieră cu orice preț.
Manuela Stănculescu, sociolog: „Din păcate, hărțuirea sexuală nu e văzută ca o problemă. Ar fi foarte normal ca și copiii să învețe din școală că e o problemă și cum să te păzești în cazul hărțuirii sexuale.”
Valentina Marinescu, sociolog, 2004: „Mulți nu știu ce înseamnă hărțuire și nici cui să se adreseze. Multe femei o acceptă și nu se adresează justiției din cauza neîncrederii pe care o au în instituțiile statului. Abia peste 10-15 ani se va intimpla asta.”
Mircea Chivu, sociolog: „Oamenii, în special femeile, au rețineri în a recunoaște când se întâmplă asta, se tem că se expun oprobriului public.”
In noul cod penal al României sunt relevante infracțiunile: Art. 223 "Hărțuirea sexuală" și  Art. 299 "Folosirea abuzivă a funcției în scop sexual". 

## Campanii împotriva hărțuirii sexuale
În mai 2016, în Franța, o petiție semnată public de 500 de politiciene și activiste a solicitat ieșirea din practica tăcerii auto(impuse) de tip Omerta în ceea ce privește hărțuirea sexuală.